# Bohdan Karkowski
Bohdan Mychajłowycz Karkowski, ukr. Богдан Михайлович Карковський (ur. 29 stycznia 1988 w obwodzie lwowskim) – ukraiński piłkarz, grający na pozycji obrońcy.

## Kariera piłkarska

### Kariera klubowa
Wychowanek Szkoły Sportowej nr 4 we Lwowie, barwy której bronił w juniorskich mistrzostwach Ukrainy (DJuFL). Karierę piłkarską rozpoczął 14 października 2005 w drużynie Rawa Rawa Ruska. Na początku 2008 został piłkarzem Wołyni Łuck. W związku z doznaną kontuzją był zmuszony nie grać w 2010 roku. W czerwcu 2014 za obopólną zgodą kontrakt został anulowany.

## Sukcesy i odznaczenia
- wicemistrz Ukraińskiej Pierwszej ligi: 2010